# Columbellopsis nycteis
Columbellopsis nycteis, tên tiếng Anh: fenestrate, là một loài ốc biển, là động vật thân mềm chân bụng sống ở biển trong họ Columbellidae.

## Miêu tả
Kích thước vỏ ốc khoảng 8 mm.

## Phân bố
Chúng phân bố ở Ấn Độ Dương dọc theo Madagascar và in Biển Caribe, the Tây Indies và in Vịnh Mexico.